# A Live Record
A Live Record – pierwszy koncertowy album brytyjskiej grupy Camel wydany w 1978 roku. Składa się z dwóch płyt, zawierających materiał z trzech tras koncertowych.
Pierwsza płyta zawiera nagrania z trasy koncertowej z 1974 roku promującej album Camel (piosenki 5-6) oraz z 1977 roku promującej Rain Dances (piosenki 1-4). 
Druga płyta to zapis koncertu z 1975 roku. Zawiera całość materiału z płyty The Snow Goose.

## Lista utworów

### Płyta pierwsza
1. "Never Let Go" (Latimer) – 7:29
2. "Song Within a Song" (Bardens, Latimer) – 7:09
  - Powyższe utwory zostały nagrane w Hammersmith Odeon, Londyn, październik 1977.
3. "Lunar Sea" (Bardens, Latimer) – 9:01
  - Nagrane w Colston Hall, Bristol, październik 1977.
4. "Skylines" (Bardens, Latimer, Ward) – 5:43
  - Nagrane w Leeds University, październik 1977.
5. "Ligging at Louis' " (Bardens) – 6:39
6. "Lady Fantasy: Encounter/Smiles for You/Lady Fantasy" (Bardens, Ferguson, Latimer, Ward) – 14:27
  - Powyższe utwory zostały nagrane w Marquee Club, Londyn, październik 1974.

### Płyta druga
Wszystkie piosenki napisane przez Petera Bardensa i Andrew Latimera.
1. "The Great Marsh" - 1:45
2. "Rhayader" - 3:08
3. "Rhayader Goes to Town" - 5:12
4. "Sanctuary" - 1:10
5. "Fritha" - 1:22
6. "The Snow Goose" - 3:03
7. "Friendship" - 1:39
8. "Migration" - 3:52
9. "Rhayader Alone" - 1:48
10. "Flight of the Snow Goose" - 2:59
11. "Preparation" - 4:11
12. "Dunkirk" - 5:28
13. "Epitaph" - 2:34
14. "Fritha Alone" - 1:24
15. "La Princesse Perdue" - 4:44
16. "The Great Marsh" - 2:27
  - Wszystkie piosenki nagrane w Royal Albert Hall, Londyn, październik 1975.

## Muzycy
- Andrew Latimer: gitara, flet, śpiew
- Peter Bardens: instrumenty klawiszowe
- Doug Ferguson: gitara basowa (płyta pierwsza: 5, 6 / płyta druga)
- Andy Ward: instrumenty perkusyjne
- Mel Collins: saksofon, flet (płyta pierwsza: 1, 2, 3, 4)
- Richard Sinclair: gitara basowa, śpiew (płyta pierwsza: 1, 2, 3, 4)